# Coen testvérek
Joel David Coen (1954. november 29.–) és Ethan Jesse Coen (1957. szeptember 21.–), ismertebb nevükön a Coen-testvérek vagy Coen-fivérek, négyszeres Oscar-díjas amerikai filmrendező-, forgatókönyvíró- és filmproducer-testvérpár. 
A rendezőpáros pályafutásának több mint 20 éve alatt olyan neves alkotásokat tudhat magáénak, mint a Véresen egyszerű, A nagy Lebowski vagy az Oscar-díjas Nem vénnek való vidék. A fivérek együtt írják és rendezik a filmjeiket, de előfordul, hogy Joel egyedül felel a rendezésért, Ethan pedig a produceri munkákat látja el. Híresek arról, hogy a legapróbb részletekig egyezik a véleményük az adott filmmel kapcsolatban, amin épp dolgoznak, így a színész maga dönti el, melyikükhöz fordul kérdésével, mindkettőjüktől ugyanazt a választ fogja kapni.

## Életük
Joel és Ethan a minnesotai St. Louis Park nevű városban születtek és nőttek fel, zsidó családban. Szüleik, Edward és Rena Coen mindketten egyetemi professzorok voltak, apjuk közgazdász, anyjuk pedig történész.
Gyerekkorukban Joel a fűnyírással megkeresett pénzéből vett egy Vivitar Super 8-as kamerát, amivel aztán újraforgatták a televízióban látott kedvenc sorozataikat. Első ilyen irányú kísérletük a Henry Kissinger, Man on the Go címet viselte. Cornel Wilde The Naked Prey című filmje náluk a Zeimers in Zambia lett, amiben Ethan is feltűnik, mint lándzsával harcoló őslakos.
1973-ban és 1976-ban érettségiztek a Saint Louis Park High School-ban. Joel ezután négy évig a New York University film szakán tanult, diplomafilmje egy harminc perces rövidfilm, a Soundings címet viseli. A kisfilmben egy siket barátjával szeretkező fiatal lányt láthatunk, a lány hangosan fantáziál párjának legjobb barátjáról, aki a szomszéd szobából hallgatja végig az egészet. Ethan a Princeton University-n hallgatott filozófiát és szerzett diplomát belőle 1979-ben. Diplomamunkája egy 41 oldalas esszé volt, a címe „Two Views of Wittgenstein's Later Philosophy”.
Az 1970-es évek végén mindketten a Weinstein kollégiumban laktak, ugyanott, ahol Rick Rubin és a szintén filmes Chris Columbus, Ralph Bakshi és Dan Goldman is.
1984-ben Joel elvette Frances McDormand amerikai színésznőt, aki később a fivérek hat filmjében is szerepelt és a Fargoban nyújtott alakításáért Oscar-díjat kapott legjobb női főszereplő kategóriában. A házaspár örökbe fogadott gyermeke Pedro McDormand Coen, aki Paraguayból származik.
Ethan felesége Tricia Cooke, vágó.
Családjaikkal mindkét pár New Yorkban él.

## Filmográfia
- Véresen egyszerű (Blood Simple, 1984)
- Arizonai ördögfióka (Raising Arizona, 1987)
- A halál keresztútján (Miller's Crossing, 1990)
- Hollywoodi lidércnyomás (Barton Fink, 1991)
- A nagy ugrás (The Hudsucker Proxy, 1994)
- Fargo (1996)
- A nagy Lebowski (The Big Lebowski, 1998)
- Ó, testvér, merre visz az utad? (O Brother, Where Art Thou?, 2000)
- Az ember, aki ott se volt (The Man Who Wasn't There, 2001)
- Kegyetlen bánásmód (Intolerable Cruelty, 2003)
- Betörő az albérlőm (The Ladykillers, 2004)
- Nem vénnek való vidék (No Country for Old Men, 2007)
- Égető bizonyíték (Burn After Reading, 2008)
- Egy komoly ember (A Serious Man, 2009)
- A félszemű (True Grit, 2010)
- Llewyn Davis világa (Inside Llewyn Davis, 2013)
- Ave, Cézár! (Hail, Caesar!, 2016)
- Buster Scruggs balladája (The Ballad of Buster Scruggs, 2018)
- Macbeth tragédiéja (The Tragedy of Macbeth, 2021)  (csak Joel)
- Szökevény csajok (Drive-Away Dolls, 2024)  (csak Ethan)

## Fontosabb díjaik

### Oscar-díj
- 2008 díj: legjobb film (Nem vénnek való vidék)
- 2008 díj: legjobb adaptált forgatókönyv (Nem vénnek való vidék)
- 2008 díj: legjobb rendezés (Nem vénnek való vidék)
- 1997 díj: legjobb eredeti forgatókönyv (Fargo)

### BAFTA-díj
- 1997 díj: legjobb rendezés (Fargo)
- 2008 díj: legjobb rendezés (Nem vénnek való vidék)

### Golden Globe-díj
- 2008 díj: legjobb forgatókönyv: (Nem vénnek való vidék)

David di Donatello-díj
- 2002: a legjobb külföldi film (Az ember, aki ott se volt)
- 2008: a legjobb külföldi film (Nem vénnek való vidék)

### Independent Spirit-díj(wd)
- 2010 díj: Robert Altman-díj (A Serious Man)